# Walton Park
Walton Park es un lugar designado por el censo ubicado en el condado de Orange en el estado estadounidense de Nueva York. En el año 2000 tenía una población de 2,330 habitantes y una densidad poblacional de 380 personas por km². Walton Park se encuentra ubicada dentro de los pueblos de Chester y Monroe.

## Geografía
Walton Park se encuentra ubicada en las coordenadas 41°18′43″N 74°13′26″O / 41.31194, -74.22389. Según la Oficina del Censo, la ciudad tiene un área total de 6,9 km² (2,7 mi²), de la cual 6,1 km² (2,4 mi²) es tierra y 0,8 km² (0,3 mi²) (11.57%) es agua.

## Demografía
Según la Oficina del Censo en 2000 los ingresos medios por hogar en la localidad eran de $70,938, y los ingresos medios por familia eran $81,139. Los hombres tenían unos ingresos medios de $54,375 frente a los $34,917 para las mujeres. La renta per cápita para la localidad era de $28,463. Alrededor del 2.4% de la población estaban por debajo del umbral de pobreza.